# Кушнір Богдан Іванович
Богдáн Івáнович Кушнíр (нар. 14 грудня 1957, Вербівка, Самбірський район, Львівська область) — український журналіст і письменник, член Національної спілки журналістів України.

## Біографія
Богдан Кушнір народився в селянській сім'ї Івана і Софії Кушнірів. З 1972 по 1976 навчався у Вербівській восьмирічній школі. Закінчивши у 1976-му Барановицьку середню школу, працював на будові, у 1976–1978 роках служив в армії. 1979 року вступив до Львівського університету імени Івана Франка на факультет журналістики. У 1984 році, закінчивши цей навчальний заклад, став кореспондентом львівської обласної газети «Вільна Україна», у якій працював до 1990 року. З 1984-го Богдан Кушнір — член Національної спілки журналістів України. З 1990 по 1994 рік працював власним кореспондентом всеукраїнської газети «Молодь України» в західних областях. Після того, як громадська організація «Дім Свободи» (США) профінансувала чотири українські кореспондентські пункти в Росії, Богдан Кушнір у 1995–1996 роках обіймав посаду власного кореспондента «Молоді України» в Москві. Опираючись, зокрема, й на матеріали цієї роботи, 1996 року він видав книжку «Як нам бути з Росією?» — чи не першу за роки незалежности України документальну розповідь про Росію. У цьому виданні на конкретних прикладах показано механізми й методи впливу на Україну, які старалася застосовувати тодішня кремлівська влада, подано колоритну характеристику політиків, державних діячів, з якими авторові доводилося зустрічатися в Москві. Назва й суть книжки — це своєрідна репліка на відомий вислів Єльцина «Як нам бути з Україною?»
За серію публікацій цього часу Богдан Кушнір удостоєний премії Національної спілки журналістів України «Журналіст року в Україні» (1997). У 1997–2004 роках він власний кореспондент «Молоді України» у західних областях. У 2004 році працював спеціальним кореспондентом «Київських відомостей», з 2004 по 2005-й був редактором всеукраїнського видання «Вечірня газета», а у 2005–2008 роках — редактором львівської редакції «Газети по-українськи». Богдан Кушнір налагодив кореспондентську мережу цієї газети в Західній Україні, й за три роки тираж видання в цьому регіоні становив близько 70 тисяч примірників. Як на філію, це значне досягнення. У 2009 році Богдан Кушнір — спеціальний кореспондент газети «Київські відомості», у 2010-му — власний кореспондент «Голосу України». З 1997-го по 2004 рік Богдан Кушнір працював викладачем факультету журналістики Львівського університету, ведучи курси «Журналістське розслідування» й «Громадські зв'язки».
Наприкінці 2010 року у видавництві «Піраміда» вийшла книжка Богдана Кушніра
«Помилка Солженіцина» [Архівовано 25 лютого 2014 у Wayback Machine.]. В основу лягли авторські колонки в інтернет-виданні «Українська правда».
На початку 2014 року опубліковано гостросюжетний пригодницький роман «Помста оперативника розвідки». У ньому йдеться про створення навколо Росії так званого пояса стабільності. На цю справу виділяються великі кошти. Як саме їх використовували — розслідують офіцери зовнішньої контррозвідки, що працюють в Україні під дипломатичним дахом. Вони й не здогадуються, що слугують прикриттям багатоходової гри російської розвідки, за якою стоять далекосяжні плани президентського оточення. Головного героя під час відрядження в Україну підступно використали в операції прикриття. Загнаний у безвихідь і зневірившись у житті, він запускає таймер зворотного відліку; але чисте і світле кохання до скромної дівчини круто змінює його долю. Так закінчується ця книжка. 2015 року вийшло її продовження — роман «Невидима павутина».
У 2018 році видавництво «Фоліо» видало новий роман Богдана Кушніра про російсько-українську війну «На лінії зіткнення. Любов і ненависть» . Як і в попередніх романах, автор пише про події, учасником чи очевидцем яких йому довелося бути. Всі прозаїчні твори Богдана Кушніра написані на грані документалізму.

## Твори
- Як нам бути з Росією? — Львів: За вільну Україну, 1996. ISBN 966-95023-4-9
- Помилка Солженіцина. — Львів: ЛА «Піраміда», 2010. ISBN 978-966-441-163-6
- Помста оперативника розвідки. — Львів: Апріорі, 2014. ISBN 978-617-629-190-9
- Невидима павутина. — К.: Ярославів Вал, 2015, 312 с. ISBN 978-617-605-029-2
- На лінії зіткнення. Любов і ненависть. — Харків: Фоліо, 2018, 281 с. ISBN 978-966-03-8073-8
- Таки війна… Із щоденника офіцера сектору «А». — Харків: Фоліо, 2020, 160 с. ISBN 978-966-03-8200-8
- Блондинка для олігарха.  — К.: Ярославів Вал, 2021, 264 с. ISBN 978-966-8382-42-3
- Класичний шпигун. — Харків: Фоліо, 2023, 352 с. ISBN 978-617-551-577-8

## Нагороди і відзнаки
- 1992 — Премія Національної спілки журналістів України «Золоте перо»
- 1997 — Премія Національної спілки журналістів України «Журналіст року в Україні»
- 2010 — Премія Львівської обласної організації Національної спілки журналістів України — імени Володимира Здоровеги
- 2011 — Львівська обласна премія в галузі журналістики — імени Чорновола (за книжку «Помилка Солженіцина» і серію публіцистичних статей, надрукованих у «Голосі України» та в інтернет-виданні «Українська правда» за 2010—2011 роки)[1]
- Заслужений журналіст України (1 грудня 2018) — з нагоди 27-ї річниці підтвердження всеукраїнським референдумом Акта проголошення незалежності України 1 грудня 1991 року[2]